# Wittelte
Wittelte (52° 50′ N, 6° 20′ L) é uma cidade dos Países Baixos, na província de Drente. Wittelte pertence ao município de Westerveld, e está situada a 15 km, a noroeste de Hoogeveen.
A área de Wittelte, que também inclui as partes periféricas da cidade, bem como a zona rural circundante, tem uma população estimada em 130 habitantes.